# Distretto di Kita-Saitama
Il distretto di Kita-Saitama (北埼玉郡?, Kita-Saitama-gun) era uno dei distretti della prefettura di Saitama, in Giappone.
Prima della soppressione, ne facevano parte i comuni di Kisai, Kitakawabe e Ōtone. Il 23 marzo 2010, le tre cittadine sono state assorbite dalla municipalità di Kazo e, a partire da tale data, il distretto di Kita Saitama ha cessato di esistere.
| Controllo di autorità | VIAF (EN) 257806619 · NDL (EN, JA) 00287746 |